# Амбражунас, Иосиф Иосифович
Иосиф Иосифович Амбражунас (28 сентября 1896, Рига — 7 ноября 1956, Рига) — советский государственный деятель, организатор тяжёлой промышленности СССР.

## Биография
Родился в семье рабочих в г. Рига, Лифляндской губернии, Российской империи. Отец работал маляром на заводе «Ланге и сын», умер в 1914 году. Мать работала на посудной фабрике «Якш и Ко». Брат Карл Иосифович Амбражунас работал на КВЖД в г. Харбин. По национальности латыш. Член РСДРП(б), ВКП(б), КПСС с 1917 г.

## Первая мировая война и Революция
С 1911 года по 1915 год работал слесарем на судомашиностроительном заводе «Беккер и Ко» в г. Рига. В начале 1915 году выслан, как подлежащий призыву в царскую армию, в г. Саратов, где работал наладчиком на гвоздильном заводе до призыва в армию. Во время службы в Царской армии с августа 1915 года по июнь 1916 года находился на Юго-западном фронте в составе 7-го стрелкового полка Финляндской стрелковой дивизии в звание рядового. Вернулся из Царской армии в июне 1916 года в г. Саратов на работу на котельный завод Чиркина в должности слесаря-инструментальщика и впоследствии поступил машинистом на буксирный пароход акционерного общества «Петроль», повторно призван в ряды Царской армии в декабре 1916 г., проходил службу в звание рядового этапного пункта на Западном фронте. В начале февраля 1917 года прибыл в г. Ростов-на-Дону, работал слесарем и молотобойцем в мастерских военно-промышленного комитета. С июня 1917 года по январь 1918 года проходил службу на Юго-западном фронте в составе 408 кузнецкого полка 102 стрелковой дивизии, оттуда прибыл в распоряжение Саратовского революционного комитета, где принимал участие в разоружении казачьих эшелонов, возвращавшихся через Саратов, и ликвидации выступления союза фронтовиков.

## Гражданская война
По увольнении из Царской армии в феврале 1918 году поехал в Ростов-на-Дону, где участвовал в качестве добровольца в формирование Красногвардейского отряда «I-я Украинская червонная сотня», находился в должности помощника начальника отряда. С отрядом участвовал против наступления немцев и гайдмаков на Украину, после сдачи Ростова-на-Дону ушёл на Кубань, где участвовал в составе 1-го Приволжского кавалерийского полка 1-й Кубанской кавалерийской дивизии Красной Армии в ликвидации казачьих восстаний, эвакуации г. Новороссийска, в Таманском переходе, в боях с белогвардейцами до отступления через степи в г. Астрахань на должности начальника пулемётной команды. В 1919 году участвовал в освобождение г. Уральска и с августа 1919 года после находился в сражениях под Черным Яром, Манычем, Ставропольщине и ликвидации армии Деникина, в сентябре-октябре 1919 года находился в плену в лагере военнопленных Деникина, служил на должности старшего пулеметчика до середины 1920 г. С лета 1920 г. участвовал в ликвидации остатков Деникинщины в районах Пятигорск-Кисловодск-Майкоп, а также в ликвидации десанта генерала Улагая в Ахтарске, ст. Гривенская и Тамани в должности помощника начальника пулеметной команды кавалерийского полка 5-й Кубанской кавалерийской дивизии. Осенью 1920 г. был переброшен против армии Врангеля, участник рейда дивизии в белогвардейский тыл, далее участвовал в взятии Крыма, ликвидации махновщины и Тютюника в ноябре-декабре 1921 года на Киевщине. В результате слияния 5-й Кубанской кавалерийской дивизии с 7-й кавалерийской дивизии был передислоцирован в начале 1922 года в город Минск. Находился на службе в РККА до октября 1926 г.

## После гражданской войны
С января 1921 года по октябрь 1926 года был секретарём партийного коллектива полка и военкомом артиллерийского дивизиона 7-й кавалерийской Самарской дивизии им. Английского пролетариата. После демобилизации из армии поступил на работу слесарем по ремонту на Машиностроительный завод «Энергия» в г. Минске, где работал с октября 1926 года по июнь 1928 года. Одновременно с этим с 1924 г. по 1926 г член бюро Ляховского районного КП(б)Б, с 1926 г. по 1928 г. член Минского окружного комитета КП(б)Б. В июле 1928 г. по постановлению ЦК КП(б)Б был направлен секретарём райкома в город Шклов, БССР. С июля 1929 г. был назначен начальником строительства и первым директором завода «Гомсельмаш». Далее был направлен решением партии на обучение в Промакадемию.
В 1934 году окончил автостроительный факультет Всесоюзной Промышленной академии им. И. В. Сталина по специальности «инженер-технолог организатор по автотракторостроению».
в 1934 — 1935 годах — зам. технического директора завода тракторных деталей запасных частей «Красный двигатель» в Новороссийске.
в 1935—1936 годах — технический директор завода автотракторных инструментов им. Жданова в Павлово
с 1936 по 1944 года занимает различные должности в городе Омск:
в 1936—1938 годах — директор завода им. Кагановича
в 1938—1941 годах — начальник центральной лаборатории, главный энергетик и механик завода им. Куйбышева.
в 1941—1942 годах — директор завода «Машиностроитель»
в 1942—1944 годах — начальник цеха № 3 и начальник производства Сибзавода
в 1944—1948 годах — директор Рижского вагоностроительного завода
в 1948—1956 годах — директор Рижского ремонтного завода «Старс»
С августа 1945 года член Рижского городского исполнительного комитета. За успешное выполнение работ по строительству Комсомольской набережной в гор. Риге, успешное выполнение заданий по восстановлению Кегумской гидроэлектрической станции на полную довоенную мощность, строительству Рижской городской электростанции, а также за строительство Рижского воздушного моста четырежды награждён почетной грамотой Президиума Верховного Совета Латвийской ССР,

## Cемья
- Дед — Михаил Амбражунас.
- Отец — Иосиф Михайлович Амбражунас
  - Братья отца:
    - Михаил Амбражунас (убит в 1914 г.)[7]
    - Иван Амбражунас
- Мать — Эмилия Амбражунас (девич. Жемайтис)
- Сестра — Люция
- Брат — Карл Иосифович Амбражунас.
- Жена — Юлия Моисеевна Амбражунас (девич. Рабинович), родилась 18.04.1904 г., в семье мещан в Могилевской губернии. Брат — Григорий, сестры — Рахель и Соня. Умерла 19.02.1976 г..
- Дети:
  - Каисса Амбражунас, родилась в 1924 г. в гор. Минске, БССР, муж Задзишек Илья Борисович (лауреат Сталинской премии первой степени[8], награждён Бронзовой медалью ВСХВ — ВДНХ, главный металлург Московского тормозного завода). Дочь Елена Ильинична Вагина (девич. Задзишек), родилась в 1946 г. заведующая музеем истории медицины в МГМСУ.
  - Тамара Амбражунас, родилась в 1927 г. в гор. Минске, БССР, муж Жодзишский Даниэль Борисович (сын Бориса Яковлевича Жодзишского[9] советского терапевта и организатора здравоохранения). Два сына: Михаил и Иосиф, дочь Михаила — Яна, писательница автор романа «Вонгозеро» по которому снят сериал «Эпидемия»[10]
  - Людмила Бирон (девич. Амбражунас), родилась в 1939 г. в гор. Омске, муж Виталий Евгеньевич Бирон (сын Евгения Карловича Бирона, работавшего в Латвийском обществе дружбы и культурных связей с зарубежными странами и Управление по иностранному туризму при Совете Министров Латвийской ССР).

Умер 07.11.1956 г. Похоронен на кладбище Райниса в г. Рига, Латвия